# 上陽皇后
上陽皇后（越南语：／；11世纪20至30年代—1073年），姓楊（越南语：／），是越南李朝時期李聖宗李日尊的皇后。
楊氏封為皇后的時間不詳，她為李日尊生下2位公主：洞天公主和天聖公主。
李日尊死後，聖宗與元妃倚蘭夫人生下的兒子李乾德繼位，是為李仁宗，尊其親母為生母皇太妃、楊氏為嫡母皇太后，稱上陽皇太后（越南语：／）。
太寧二年（1073年），善妒的倚蘭夫人唆擺仁宗：「我辛勞了一生，才有今天。今天富貴時，居然是別人坐上皇太后的位子，我有何位置啊！」使仁宗廢去楊氏的皇太后尊號，改尊倚蘭夫人為靈仁皇太后，並幽禁她在上陽宫，後更逼使她殉葬在聖宗陵墓。